# Chapeiry
Chapeiry is een gemeente in het Franse departement Haute-Savoie (regio Auvergne-Rhône-Alpes) en telt 597 inwoners (1999). De plaats maakt deel uit van het arrondissement Annecy.

## Geografie
De oppervlakte van Chapeiry bedraagt 5,8 km², de bevolkingsdichtheid is 102,9 inwoners per km².
De onderstaande kaart toont de ligging van Chapeiry met de belangrijkste infrastructuur en aangrenzende gemeenten.

## Demografie
Onderstaande figuur toont het verloop van het inwonertal (bron: INSEE-tellingen).

1. ↑  Populations de référence 2022.